# Acrapex simplex
Acrapex simplex là một loài bướm đêm trong họ Noctuidae.